# クリス・ポッター
クリス・ポッター（Chris Potter、1971年1月1日 - ）は、アメリカのジャズ・ミュージシャン、サックス、バスクラリネット、フルート奏者、作曲家。

## 略歴
アメリカ合衆国イリノイ州シカゴ生まれ。幼少の頃よりピアノ、ギターなどの楽器に親しみ、10歳のときアルトサックスに本格的に取り組みはじめた。18歳のときにニュースクールへの進学のためニューヨークに移り、ケニー・ワーナー、レッド・ロドニーのもとで修行を積んだ。その後も自己のグループを率いての活動のほか、ジム・ホールやデイヴ・ホランドのグループに参加するなど、コンテンポラリージャズ・シーンの要人の一人として活躍している。
また、オーセンティックなジャズのみにとどまらず、フュージョン、ファンク的なアプローチも得意としており、スティーリー・ダンのアルバム『トゥー・アゲインスト・ネイチャー』のレコーディングやライブに参加している。

## ディスコグラフィ

### アルバム
- Presenting Chris Potter (1994年、Criss Cross)
- 『コンセントリック・サークルズ』 - Concentric Circles (1994年、Concord)
- Sundiata (1995年、Criss Cross)
- Pure (1995年、Concord)
- Moving In (1996年、Concord)
- Unspoken (1997年、Concord)
- Vertigo (1998年、Concord)
- This Will Be (2001年、Storyville)
- 『グラティテュード』 - Gratitude (2001年、Verve)
- 『トラヴェリング・マーシーズ』 - Traveling Mercies (2002年、Verve)
- 『リフト - ライヴ・アット・ヴィレッジ・ヴァンガード』 - Lift: Live at the Village Vanguard (2004年、Sunnyside Records)
- 『アンダーグラウンド』 - Underground (2006年、Sunnyside)
- Song for Anyone (2007年、Sunnyside)
- 『フォロー・ザ・レッド・ライン - ライヴ・アット・ザ・ヴィレッジ・ヴァンガード』 - Follow the Red Line: Live at the Village Vanguard (2007年、Sunnyside)
- Ultrahang (2009年、ArtistShare)
- Transatlantic (2011年、Red Dot Music)
- 『ザ・サイレンズ』 - The Sirens (2013年、ECM)
- 『イマジナリー・シティーズ』 - Imaginary Cities (2015年、ECM)
- The Dreamer Is the Dream (2017年、ECM)
- 『Circuits』 - Circuits (2019年、Edition)

## TV、ラジオ出演
- 『Jazz Tonight』 (NHK FM) 2012年6月23日